# Garo khajuriai
Garo khajuriai е вид лъчеперка от семейство Chaudhuriidae, единствен представител на род Garo. Видът е почти застрашен от изчезване.

## Разпространение
Разпространен е в Индия (Асам и Мегхалая).